# Cool jazz
Pour les articles homonymes, voir Cool.
Sous-genres
Jazz West Coast, smooth jazz
Le cool jazz,  ou jazz cool, est un genre de jazz apparu vers la fin des années 1940.

## Histoire

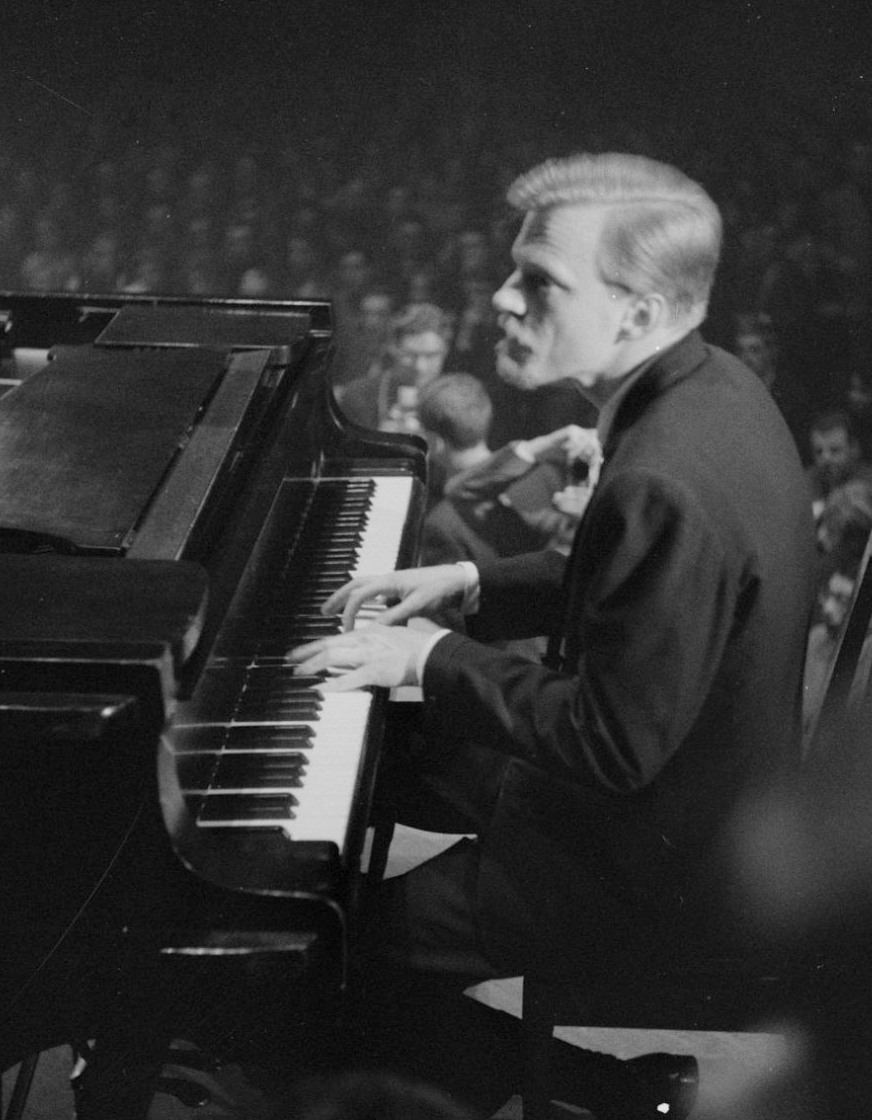
Gerry Mulligan.

L'appellation de cool jazz,recouvre différents courants jazz West Coast, smooth jazz, des musiques très différentes ont été étiquetées comme du « cool jazz »  par les journalistes et critiques (des innovations pianistiques de Lennie Tristano aux improvisations contrapuntiques héritées de la musique baroque  du Modern Jazz Quartet en passant par l'inclassable quartet de Dave Brubeck). Le point commun à ces différentes musiques est un style immédiatement reconnaissable, style dépouillé de tout expressionnisme, de lyrisme, de rubato, de staccato, de groove, donc qualifiée de cool en opposition au style hot, et également en rupture avec la virtuosité complexe, la polytonalité, et la polyrythmie du bebop.
Par tradition, on considère que le « cool jazz » est né en 1949, sous la direction de musiciens regroupés par Miles Davis pour élaborer la musique de son nonette composé, entre autres, de Lee Konitz, Gerry Mulligan, Bill Barber (en), J. J. Johnson, Kai Winding, Mike Zwerin,  Al Haig, John Lewis,  Nelson Boyd, Al McKibbon, Max Roach, Kenny Clarke sur des arrangements de Gil Evans, Gerry Mulligan, John Carisi, et John Lewis, les titres enregistrés pour 78 tours sont regroupés plus tard sur l'album intitulé Birth of the Cool). Cet enregistrement marque une date majeure de l'histoire du Jazz,.
Les enregistrements de Gerry Mulligan avec son quartet ou son tentet, certains disques en petites formations de Shorty Rogers (« Modern sounds » pour Capitol) sont représentatives de cette esthétique.
La musique du nonette de Miles Davis possède sa généalogie dans les instrumentations et le style de jeu déjà exploités par le big-band de Claude Thornhill (absence de vibrato, son feutré, phrasé peu accentué, improvisation contrapuntique...). On peut même considérer que des éléments de cette approche « cool » du jazz étaient préfigurés chez des musiciens "impressionnistes" des années 1920 comme Bix Beiderbecke et Frankie Trumbauer, ou des jazzmen des années 1930 comme Lester Young.
Le cool jazz est souvent associé au mouvement jazz West Coast,, jazz joué dans les années 1950 par les musiciens — la plupart du temps blancs — comme Lee Konitz, Dave Brubeck, Shorty Rogers, Shelly Manne, Jimmy Giuffre, Stan Getz, Bill Evans,, etc., qui exerçaient alors en Californie et travaillaient, entre autres, pour les studios cinématographiques,.
Les écrivains beatniks, en particulier Jack Kerouac, ont été les chantres de ce style de jazz.
Le cool jazz nourrit désormais également l'inspiration de compositeurs tels que Nujabes,, et trouve un public dans le hip-hop expérimental, ou une forme de hip-hop répétitif.